# شهرستان چنگجیانگ
شهرستان چنگجیانگ (به لاتین: Chengjiang County) یک منطقهٔ مسکونی در چین است که در یوکسی واقع شده‌است. شهرستان چنگجیانگ ۸۰۴ کیلومتر مربع مساحت و ۱۴۶٬۲۹۳ نفر جمعیت دارد.